# La Grande Île (roman)
Pour les articles homonymes, voir La Grande Île.
La Grande Île est un roman de Christian Signol paru en 2004.

## Résumé
Bastien, avec Baptiste et Paule, sont les enfants de Charles, pêcheur en Dordogne, et d’Albine. Ils habitent près de la Dordogne, au niveau de la grande île, à l'écart de tout. L'été, Bastien et Baptiste vont à la nage sur la grande île, leur refuge. Charles pose les filets le soir et les relève le matin. Bastien se jette à l'eau l'hiver pour être malade et ne pas aller à l'école. En 1939, il a neuf ans, et Charles est mobilisé, il revient en juin 1940. À quatorze ans, Bastien travaille avec Charles qui prend une nouvelle concession sur cinq kilomètres. À dix-sept ans, Paule part avec Manuel, gitan, et est tuée à Conflans. Bastien achète un vélo et une tente et va chercher Manuel et sa sœur Esilda dont il est amoureux, mais Manuel lui écrit qu'il faut l'oublier. Il devient exploitant forestier au Québec mais Charles le rappelle à la suite de la mort d’Albine. Il constate que la grande ile a disparu. Charles meurt, et Bastien rachète la maison.